# Liste der Kulturdenkmäler in Krautscheid
In der Liste der Kulturdenkmäler in Krautscheid sind alle Kulturdenkmäler der rheinland-pfälzischen Ortsgemeinde Krautscheid einschließlich der Ortsteile Bellscheid und Ringhuscheid aufgeführt. Grundlage ist die Denkmalliste des Landes Rheinland-Pfalz (Stand: 27. Juni 2022).

## Einzeldenkmäler
| Bezeichnung                                 | Lage                                          | Baujahr | Beschreibung                                                                                | Bild                           |
| ------------------------------------------- | --------------------------------------------- | ------- | ------------------------------------------------------------------------------------------- | ------------------------------ |
| Katholische Filialkirche Vierzehn Nothelfer | Bellscheid, gegenüber Nr. 5 Lage              | 1887    | einachsiger nachbarocker Saalbau mit Spitzhelm, 1887                                        | weitere Bilder Fotos hochladen |
| Wegekreuz                                   | Bellscheid, am östlichen Ortsausgang Lage     | 1789    | Schaftkreuz, bezeichnet 1789                                                                | Fotos hochladen                |
| Bildstock                                   | Krautscheid, Dorfstraße, gegenüber Nr. 1 Lage | 1781    | hoher Bildstock, bezeichnet 1781                                                            | weitere Bilder Fotos hochladen |
| Katholische Filialkirche St. Valentin       | Krautscheid, Kapellenstraße 1 Lage            |         | zweiachsiger Saalbau mit Chorturm, im Kern wohl romanisch                                   | weitere Bilder Fotos hochladen |
| Pfarrhaus                                   | Ringhuscheid, Hauptstraße 9 Lage              | 1793    | ehemaliges Pfarrhaus; nachbarocker kubischer Baukörper, bezeichnet 1793, im Kern wohl älter | BW                             |
| Katholische Pfarrkirche St. Martin          | Ringhuscheid, Kirchstraße 1 Lage              | 1829    | klassizistisches Schiff, bezeichnet 1829, Chor und Ostturm 1932, Architekt Uhde, Triert     | weitere Bilder Fotos hochladen |